# Pine Point
Pine Point é uma Região censo-designada localizada no estado americano de Minnesota, no Condado de Becker.

## Demografia
Segundo o censo americano de 2000, a sua população era de 337 habitantes.

## Geografia
De acordo com o United States Census Bureau tem uma área de
33,2 km², dos quais 30,1 km² cobertos por terra e 3,1 km² cobertos por água.

## Localidades na vizinhança
O diagrama seguinte representa as localidades num raio de 36 km ao redor de Pine Point.